# Callorhinchus callorynchus
Répartition géographique
Espèce
Statut de conservation UICN

 VU  : Vulnérable
La masca laboureur (Callorhinchus callorynchus) est une espèce de poisson cartilagineux de la sous-classe des chimères.